# 똘똘이 해상 특공대
똘똘이 해상 특공대는 한국에서 제작된 이상언 감독의 1973년 영화이다. 이승현 등이 주연으로 출연하였고 한갑진 등이 제작에 참여하였다.

## 출연

### 주연
- 이승현
- 신일룡
- 윤양하